# Лока
Лока (loka IAST) - санскритське слово, в індуїзмі означає «планету», «вимір», «обитель» або «рівень буття».

## Пурани
У Пуранах описуються сім лок:
1. Бху-лока (земля)
2. Бхувар-лока (повітря)
3. Сварга-лока та свар-лока (небесні планети)
4. Махар-лока
5. Джана-лока
6. Тапо-лока (обитель тапасу)
7. Сатья-лока (обитель істини), яка також називається Брахмалока або «світ Брахми».

## Теософія
Поняття локи було прийнято теософістами й зустрічається в працях Олени Блаватської. У теософії існує поняття кама-локи (світу ками або бажань) - свого роду астрального плану або тимчасового стану після смерті. Кама-лока описується в ученні Блаватської, Лідбітера і Штейнера.
У сучасній веданті також присутній вплив цих теософічних ідей — у деяких течіях локи описуються в теософічному стилі як астральні плани.

## Шість лок
У релігійних традиціях бон і Ньїнгма лока це духовна практика, що ґрунтується на роботі з чакрами і з шістьма вимірами або категоріями буття в бхавачакра.